# تاغ
تاغ‌ها (Haloxylon) سره‌ای (جنسی) گیاهی است به صورت درختچه از تیرهٔ تاج‌خروسان (Amaranthaceae)، زیرتیرهٔ اسفناجیان (chenopodiaceae)، با مقاومت زیاد در برابر خشکی و گرما با سیستم ریشه‌ای گسترده که جهت جلوگیری از گسترش کویر از آن استفاده می‌شود.
گونه‌های متعددی از جنس تاغ وجود دارد.
در ایران سه گونهٔ تاغ وجود دارد:
- سیاه‌تاغ (Haloxylon aphyllum) یا (Haloxylon ammodenderon)
- زردتاغ یا سفیدتاغ (Haloxylon persicum)
- تاغ بوته‌ای (Haloxylon recurvum)

البته گونهٔ سوم از خانوادهٔ اسفناجیان به نام ترات یا رمس، گاهی در شمار گونه‌های جنس تاغ با نام تاغ بوته‌ای آورده می‌شود. این گونه را از جنس دیگری با نام لاتین hammada salicornica دانسته‌اند، که در گذشته جزو تاغ محسوب می‌شد اما بعداً به عنوان جنسی جدا گانه معرفی شد.
تفاوت آن با تاغ از لحاظ شکل این است که در رمس گل‌ها فقط در نوک شاخه‌ها هستند ولی در تاغ گل‌ها در تمام طول شاخه پراکنده‌اند. ضمن اینکه شاخه‌های ترات سفید رنگ و زمخت هستند. به لحاظ کشت بیشتر توصیه می‌شود تا سیاه تاغ را که به خاکهای سنگین و رسی و شوری مقاوم تر است، در این گونه محیط‌ها کشت شود درحالی‌که زرد تاغ بیشتر به خاکهای سبک و شنی و کم‌آبی مقاوم است و برای تثبیت تپه‌های شنی، به کار می‌رود.